# Toera (Rusland)
Toera (Russisch: Тура; Evenks: Toeroe) is een nederzetting met stedelijk karakter in het Russische autonome district Evenkië en vormt het bestuurlijk centrum van dit gebied en van de rajon Ilimpijski. Het ligt aan de samenloop van de rivieren Beneden Toengoeska en Kotsjetsjoem.

## Geschiedenis
Rond 1917 was er een handelshuis van een handelaar genaamd Savatejev, die handel dreef met de Evenken (Toengoezen), maar werd later na vele klachten over hem door de lokale bevolking weggestuurd uit deze plek door een politieofficier uit Toeroechansk en vervangen door een andere handelaar genaamd Soezdalv die echter nog slechter was. Het huis van de handelaar werd door de Russische bestuurder Savelev gebruikt als bestuursgebouw, nadat hij eerst op 5 maart 1924 een bijeenkomst had gehouden met de Tsjapogirski Evenkenstam, die in de buurt van deze plek een nomadenkamp had, wat wordt gezien als de stichting van de plek. Hij vestigde zich in de plaats en maakte Toera tot bestuurlijk centrum van de Ilimpijski volost. Dit werd mede gedaan om het zeer dunbevolkte gebied met Evenken, Ketten en Jakoeten op te nemen binnen het gebied van de Sovjet-Unie.
De naam "Toera" zou afgeleid kunnen zijn van de riviernaam "Toeroe" of van het Evenkse woord "Toer" ('stop') wat zou kunnen duiden op een Evenkse halteplaats aan de rivier. Aangezien bij opgravingen Evenkse voorwerpen zijn gevonden uit meerdere tijdsperioden, zou de naam "Toer" langzaam kunnen zijn omgevormd tot "Toera" door de tijd heen.
In 1926 besloot het Centraal uitvoerend comité van de Sovjet-Unie tot de "tijdelijke regulering met betrekking tot het bestuur over inheemse naties", waarbij in het noorden van de RSFSR instituties voor zelfbestuur werden opgezet als stamsovjets, stambijeenkomsten en inheemse uitvoerende districtscommissies. In het district Ilimpijski werd onder leiding van ene Babkin in 1927 een inheemse uitvoerende districtscommissie opgezet met het centrum in Toera, waarmee het de eerste was van het noorden. Deze commissie zette zich onder andere in voor de bouw van een basisschool (kostschool), avondschool, huis voor inheemsen, ziekenhuis en postkantoor. In het huis voor inheemsen werd een hotel, bibliotheek en een museum voor regionale studies gevestigd. De Evenken konden hier leren lezen en schrijven en amateur-kunstactiviteiten bedrijven. Er werden cursussen gegeven voor de Evenken voor coöperatieve activiteiten en bouwmethoden en er werd een 'lees'gebouw gebouwd. In 1928 kreeg Toera een bootverbinding met het zuiden. In 1935 werd een luchthaven geopend. In 1933 werd de districtskrant Evenks nieuw leven gesticht, die nog steeds bestaat. In 1936 kreeg de plaats een radioverbinding en in 1938 kreeg de plaats de status van werknederzetting. In 1943 kwam er een medische school.
Na het uiteenvallen van de Sovjet-Unie kwam de plaats in een economische crisis, waarvan ze nog niet is hersteld. Dit komt voor een groot deel door de geïsoleerde ligging: Evenkië heeft het laagste inwoneraantal van Rusland, een bevolkingsdichtheid van 0,02 per km² en is bijna net zo groot als Turkije. Het raion Ilimpijski is twee keer zo groot als het Verenigd Koninkrijk en heeft 8186 inwoners (2002).